# Ulrich Maurer (Eishockeyspieler)
Ulrich „Uli“ Maurer (* 19. Januar 1985 in Garmisch-Partenkirchen) ist ein deutscher Eishockeyspieler. Er spielte 2018 bis 2024 erneut bei seinem Heimatverein SC Riessersee.

## Sportliche Laufbahn
Der 1,77 m große Linksschütze kommt aus dem Nachwuchs des SC Riessersee, wo er von 2000/01 bis 2002/03 im Kader des DNL-Teams unter Uli Maurer aufgeführt wird. In der Saison 2002/03 kam er erstmals im Bundesliga-Kader von Riessersee zum Einsatz. Als während der Saison 2003/04 die Riesserseer Mannschaft vom Spielbetrieb ausgeschlossen wurde, wechselte er zum EC Peiting in die Oberliga. In der Saison bekam er schon eine Förderlizenz der Nürnberg Ice Tigers, jedoch wurde er bei ihnen noch nicht eingesetzt. Zur Saison 2004/05 wechselte er in den Nürnberger Kader. In der Spielzeit 2006/07 wurde er mit den Ice Tigers Vizemeister. Ab der Saison 2008/09 spielte er für die Augsburger Panther, wo er infolge einer Spieldauer-Disziplinarstrafe auch drei Einsätze beim EHC München absolvierte. Mit Augsburg gewann er 2010 in der DEL die Vizemeisterschaft.
Nach dem Saisonende unterzeichnete er einen Vertrag beim EHC München, wo er, auch dank jeweils 22 Scorerpunkten in den Saisons 2012/13 und 2013/14, zum Publikumsliebling avancierte. Nachdem er in den nachfolgenden Saisons an diese Leistungen nicht mehr anknüpfen konnte, wurde sein Vertrag nach der Meisterschafts-Saison 2015/16 nicht mehr verlängert.
Zwischen 2016 und 2018 stand er bei den Schwenninger Wild Wings unter Vertrag.
2018 erfolgte der Wechsel zu seinem Heimatclub SC Riessersee in die Eishockey-Oberliga. Dort konnte er teils 50 Scorerpunkte pro Saison erreichen. Zum Ablauf der Saison 2020/21 verkündete er das Ende seiner Profikarriere. Im Juni 2022 kehrte er jedoch zurück, sodass er nach einem Jahr Unterbrechung wieder im Kader des Drittligisten stand. 2024 übernahm er zusammen mit Martin Buchwieser die sportliche Leitung des SC Riessersee und beendete damit endgültig seine sportliche Karriere.
Nachdem er schon 2003 bei der U18-Weltmeisterschaft im Kader der Nationalmannschaft zum Einsatz gekommen war, spielte er 2004 und 2005 für die U20-Nationalmannschaft.

## Trivia
Uli Maurer ist Inhaber eines Catering-Unternehmens, das im Raum Garmisch-Partenkirchen Grillspezialitäten anbietet.

## Erfolge
- 2010 Deutscher Vizemeister Eishockey mit den Augsburger Panthern
- 2016 Deutscher Meister mit dem EHC Red Bull München

## Karrierestatistik
(Legende zur Spielerstatistik: Sp oder GP = absolvierte Spiele; T oder G = erzielte Tore; V oder A = erzielte Assists; Pkt oder Pts = erzielte Scorerpunkte; SM oder PIM = erhaltene Strafminuten; +/− = Plus/Minus-Bilanz; PP = erzielte Überzahltore; SH = erzielte Unterzahltore; GW = erzielte Siegtore; 1 Play-downs/Relegation; Kursiv: Statistik nicht vollständig)